# Terrell Lewis
Terrell Lewis, nato Terrell Hall (25 agosto 1998), è un giocatore di football americano statunitense che milita nel ruolo di linebacker per i New Orleans Saints della National Football League (NFL).

## Carriera

### Los Angeles Rams
Lewis al college giocò a football ad Alabama dal 2017 al 2019, vincendo il campionato NCAA nel primo anno. Fu scelto nel corso del terzo giro (84º assoluto) del Draft NFL 2020 dai Los Angeles Rams. Nella sua stagione da rookie mise a segno 5 tackle e 2 sack, entrambi nella sconfitta della settimana 10 contro i Seattle Seahawks, in 8 presenze.

## Palmarès
- Super Bowl : 1

Los Angeles Rams: LVI
- National Football Conference Championship: 1

Los Angeles Rams: 2021